# Aphonopelma eutylenum
Aphonopelma eutylenum är en spindelart som beskrevs av Chamberlin 1940. Aphonopelma eutylenum ingår i släktet Aphonopelma och familjen fågelspindlar. Inga underarter finns listade i Catalogue of Life.